# Team Renegades
Renegades – australijska profesjonalna organizacja e-sportowa, założona 9 marca 2015 roku. Sekcje posiada w takich grach jak Call of Duty, Fortnite Battle Royale, Counter-Strike: Global Offensive oraz Rocket League. Formacja zarobiła dotychczas ok. 1 milion 286 tysięcy dolarów.

## Zarząd
| Kraj              | Nick   | Imię i nazwisko   | Rola              |
| ----------------- | ------ | ----------------- | ----------------- |
| Szwecja           | rebko  | Jonas Jerebko     | Założyciel        |
| Stany Zjednoczone | Shark  | Shahrukh Panjwani | Dyrektor naczelny |
| Australia         | topguN | Azad Ormani       | Streamer          |

## Rocket League

### Obecny skład
Źródło:.
| Kraj      | Nick  | Imię i nazwisko   | Data dołączenia  |
| --------- | ----- | ----------------- | ---------------- |
| Australia | Kamii | Cameron Ingram    | 1 maja 2019      |
| Australia | Siki  | Christopher Magee | 16 sierpnia 2019 |
| Australia | CJCJ  | Cameron Johns     | 5 lutego 2020    |

### Osiągnięcia
Źródło:.
- 8 miejsce – RLCS Season 4 North America
- 1 miejsce – RLCS Seaosn 7 Gfinity Rocket League Oceanic Masters Finals
- 9/12 miejsce – RLCS Season 7 Finals
- 1 miejsce – RLCS Season 8 Lets Play Live Rocket League Oceanic Championship Finals
- 7/8 miejsce – RLCS Season 8 Finals

## Fortnite

### Obecny skład
| Kraj      | Nick | Imię i nazwisko | Data dołączenia |
| --------- | ---- | --------------- | --------------- |
| Australia | Rel  | Ari Roche       | 7 stycznia 2020 |
| Australia | Jynx | Ryley Linde     | 7 stycznia 2020 |

### Osiągnięcia
- 54 miejsce – Australian Open 2020
- 41 miejsce – Australian Open 2020
- 18 miejsce – DreamHack Anaheim 2020

## Call of Duty

### Obecny skład
Źródło:.
| Kraj      | Nick    | Imię i nazwisko  | Data dolączenia  |
| --------- | ------- | ---------------- | ---------------- |
| Australia | Crimzah | Kerrin Tuner     | 16 stycznia 2020 |
| Australia | Fighta  | Lincoln Ferguson | 16 stycznia 2020 |
| Australia | Pred    | Amer Zulbeari    | 16 stycznia 2020 |
| Australia | Setzyy  | Jayden Hewitt    | 16 stycznia 2020 |
| Australia | Swifty  | Daniel Hickey    | 16 stycznia 2020 |

### Osiągnięcia
- 5/6 miejsce – Call of Duty Challengers Launch Weekend Open 2020

## Counter-Strike: Global Offensive
19 czerwca 2015 roku organizacja ogłosiła swój pierwszy zespół CS:GO, w którym znaleźli się: SPUNJ, Havoc, AZR, yam oraz jks. 31 października 2019 skład Renegades został przejęty przez 100 Thieves. 3 grudnia tego samego roku Renegades wykupiło skład Grayhound Gaming, w którym znajdowali się: dexter, DickStacy, malta, Sico oraz INS. Obecnie formacja  znajduje się na 24 miejscu w rankingu najlepszych drużyn CS:GO, tworzonego przez serwis HLTV.

### Obecny skład
Źródło:.
| Kraj      | Nick   | Imię i nazwisko | Data dołączenia  |
| --------- | ------ | --------------- | ---------------- |
| Australia | dexter | Chris Nong      | 3 grudnia 2019   |
| Australia | malta  | Liam Schembri   | 3 grudnia 2019   |
| Australia | Sico   | Simon Williams  | 3 grudnia 2019   |
| Australia | INS    | Joshua Potter   | 3 grudnia 2019   |
| Australia | Hatz   | Jordan Bajic    | 12 stycznia 2020 |

### Osiągnięcia
Źródło:.
- 5/8 miejsce – ESWC 2015
- 3 miejsce – Intel Extreme Masters Season X gamescom
- 3/4 miejsce – Crown Counter-Strike Invitational
- 2 miejsce – RGN Pro Series
- 2 miejsce – Intel Extreme Masters X Taipei
- 2 miejsce – Asia Minor Championship Cologne 2016
- 9/10 miejsce – ELEAGUE Season 1
- 2 miejsce – eXTREMESLAND ZOWIE Asia 2016
- 2 miejsce – Asia Minor Championship Atlanta 2017
- 1 miejsce – Asia Minor Championship Kraków 2017
- 3/4 miejsce – DreamHack Open Atlanta 2017
- 3/4 miejsce – DreamHack Open Denver 2017
- 1 miejsce – Asia Minor Championship Boston 2018
- 1 miejsce – StarLadder i-League Invitational #2
- 2 miejsce – iBUYPOWER Masters 2017
- 1 miejsce – Asia Minor Championship London 2018
- 2 miejsce – Esports Championship Series Season 6 North America
- 3/4 miejsce – TOYOTA Master CS:GO Bangkok 2018
- 5/6 miejsce – ESL Pro League Season 8 Finals
- 1 miejsce – Asia Minor Championship Katowice 2019
- 5/8 miejsce – Intel Extreme Masters XIII Katowice Major 2019
- 3/4 miejsce – StarSeries i-League CS:GO Season 7
- 3/4 miejsce – StarLadder Berlin Major 2019
- 4 miejsce – StarSeries i-League CS:GO Season 8
- 2 miejsce – DreamHack Open Leipzig 2020